# Lev Zilber
Lev Alexandrovitch Zilber (en russe : Лев Александрович Зильбер), né le 15 mars 1894 à Medved, gouvernement de Novgorod dans l'Empire russe et mort le 10 novembre 1966 à Moscou en URSS, est un virologue et immunologiste soviétique, fondateur de l'école soviétique russe de virologie médicale. Il est impliqué dans la description de l'encéphalite à tique et développe à partir de 1945 une théorie virale de l'origine des cancers. Il reçoit le prix Staline en 1946. Il est le frère aîné de l'écrivain Benjamin Kaverine.